# Estación de Montilla
Montilla es una estación ferroviaria situada en el municipio español de Montilla, en la provincia de Córdoba, comunidad autónoma de Andalucía. En la actualidad las instalaciones, que cumplen funciones logísticas, no disponen de servicios ferroviarios de pasajeros.

## Situación ferroviaria
Las instalaciones ferroviarias se encuentran situadas en el punto kilométrico 49,0 de la línea férrea de ancho ibérico Córdoba-Málaga, a 338 metros de altitud. El tramo es de vía única y está electrificado.  

## Historia
La estación fue puesta en servicio el 15 de agosto de 1865 con la apertura del tramo Córdoba-Álora de la línea que pretendía unir Córdoba con Málaga. Las obras corrieron a cargo de la Compañía del Ferrocarril de Córdoba a Málaga que se constituyó con este propósito en 1861. Sin embargo su gestión, debido a los malos resultados económicos no duró mucho y la compañía acabó integrándose en 1877 en la Compañía de los Ferrocarriles Andaluces.
En 1941, con la nacionalización de la totalidad de la red ferroviaria española la estación pasó a ser gestionada por RENFE. Desde el 31 de diciembre de 2004 Renfe Operadora explota la línea mientras que Adif es la titular de las instalaciones ferroviarias.

## La estación
Se encuentra al sureste del núcleo urbano en la avenida del Marqués de la Vega Armijo. El edificio para viajeros es una estructura sencilla y funcional de dos plantas con pequeños anexos de planta baja. Dispone de un andén lateral cubierto al que accede la vía 2 y otro central al que acceden las vías 1 y 3. Otra vía paralela, la 5, no posee andén. Además, otras tres vías más numeradas como 4, 6 y 8 nacen como derivación de la vía 2 y concluyen su recorrido en toperas no muy lejos del edificio de viajeros.
La estación cuenta con sala de espera, venta de billetes, aseos, cafetería, aparcamiento y servicios adaptados. 

## Servicios ferroviarios

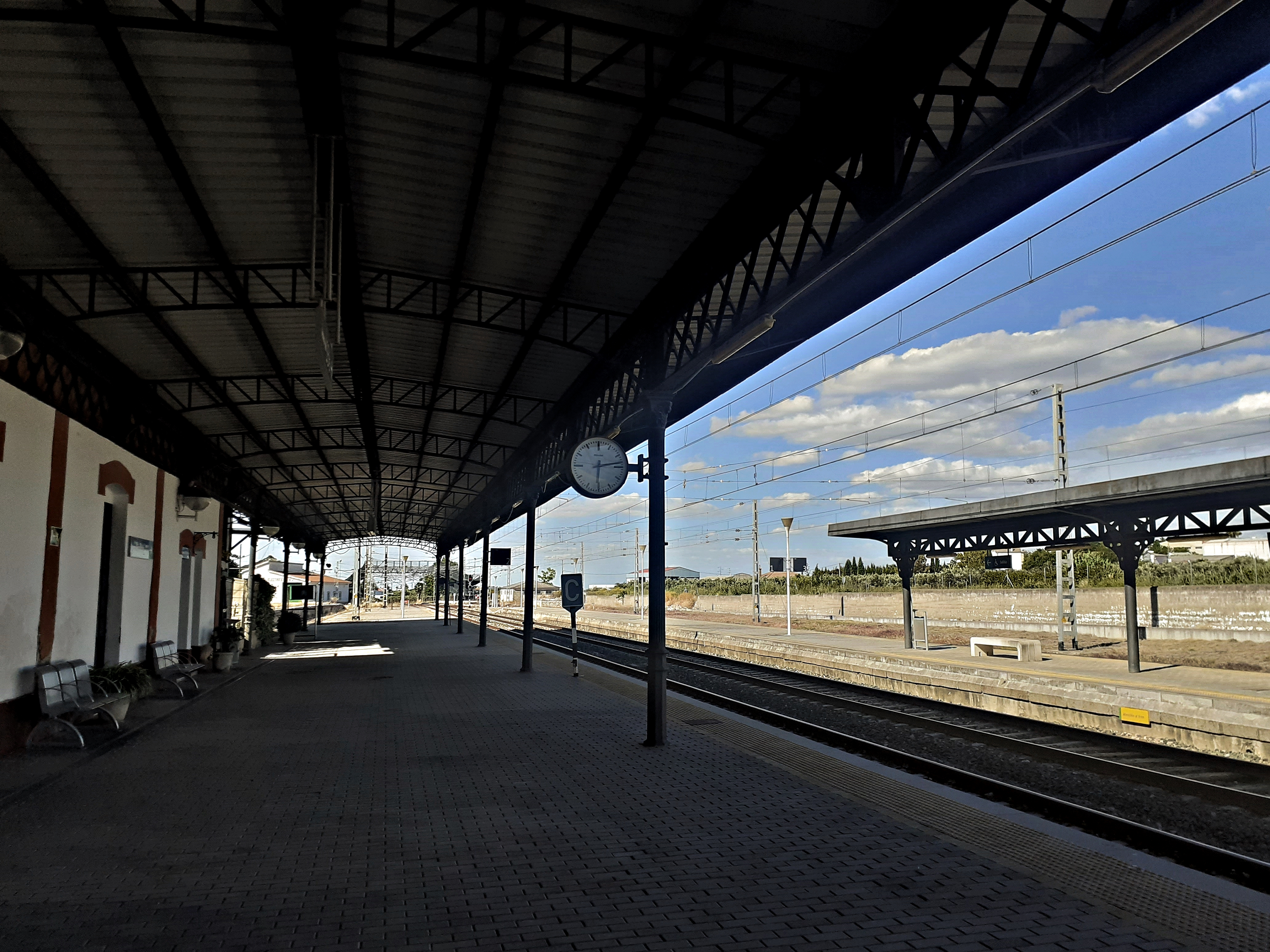
Vista de los andenes, 2024.

Desde junio de 2013 la estación no dispone de servicio de viajeros. Aun así el edificio se encuentra preparado para albergar nuevas circulaciones de viajeros. En esta estación efectuaban parada los Alaris que unían Barcelona con Málaga hasta que se sustituyó este servicio por un enlace a Córdoba desde Málaga mediante un tren de alta velocidad, para permitir el enlace al Talgo Sevilla-Barcelona, que circula por vía convencional. Igualmente, dos Regional Exprés diarios cubrían la relación Córdoba-Bobadilla hasta el domingo 12 de mayo de 2013, en que dejó de prestarse el servicio.